# Cembra Lisignago
Cembra Lisignago est une commune italienne d'environ 2 300 habitants située dans la province autonome de Trente dans la région du Trentin-Haut-Adige dans le nord-est de l'Italie. Créée le 1er janvier 2016, elle est issue de la fusion de Cembra et Lisignago.
Les communes limitrophes sont  Albiano, Altavalle, Giovo, Lona-Lases, Salorno sulla Strada del Vino et Segonzano.